# Hötjärnen (Offerdals socken, Jämtland)
Hötjärnen är en sjö i Krokoms kommun i Jämtland och ingår i Indalsälvens huvudavrinningsområde. Hötjärnen ligger i Oldflån-Ansätten Natura 2000-område.